# Дюжев Олександр Костянтинович
Олекса́ндр Костянти́нович Дю́жев (1918—2005) — український волейбольний тренер, учасник Другої світової війни, заслужений тренер УРСР (1957), суддя всесоюзної категорії, кандидат медичних наук (1969).

## Життєпис
Його батько, Костянтин Павлович, працював майстром навчальних майстерень холодильного інституту, мама Євдокія Дмитрівна — домогосподарка. 1928 року Сашко виступав з номером «акробати на велосипедах» в цирковій групі, яку очолював артист цирку Михайло Рибальченко. Працював токарем та навчався на робітфаку, після закінчення якого в 1938 році вступив на педіатричний факультет Одеського медичного інституту. Після 2-го курсу Дюжев був призваний до лав Червоної Армії. Військову службу почав в військах ППО як помічник лікаря.
З перших днів нацистсько-радянської війни воював на Ленінградському фронті. У лютому 1943 року в боях під Старою Русою зазнав важкого поранення у голову і обидві ноги; це ускладнилося гангреною та загрозою ампутації правої нижньої кінцівки, ногу вдалося врятувати. Понад півроку лікувався в госпіталях; після отримання групи інвалідності був направлений в тилові частини медичного забезпечення (Оренбург), працював помічником лікаря-фізіотерапевта.
Від 1946 року — тренер ДЮСШ № 2 з волейболу, після війни очолив міський спортивний комітет та федерацію волейболу Одеси.
1949 року закінчив Одеський медичний інститут, де відтоді й працював; 1949—1953 роки — начальник фізіотерапевтичного відділення військового санаторіюв; в 1956—1987 роках — завідувач кафедри фізичного виховання, лікувальної фізичної культури й лікарського контролю, протягом 1987—1999 років — доцент цієї кафедри.
Автор понад 150 наукових робіт з питань лікувальної фізкультури, спортивної медицини та спортивного тренування, понад 30 років очолював кафедру фізичного виховання, лікувальної фізкультури й лікарського контролю Одеського державного медичного інституту ім. М. І. Пирогова.
У 1954—1959 роках — тренер чоловічої команди «Буревісник» (Одеса), старший тренер чоловічої збірної команди УРСР (1956). Серед його вихованців — Марк Барський, Євген Горбачов, Аркадій Гройсман, Анатолій Закржевський, Юрій Курильський, Євген Лапинський, Георгій Мондзолевський, Валентин Салін, Едуард Сибіряков, Едуард Унгурс, Б. Щуровецький. Є одним із засновників «одеської школи» з волейболу. Підготував понад 20 майстрів спорту СРСР.
Його запрошували головним суддею чемпіонатів СРСР і УРСР, 1967 року він очолював суддівську колегію на Спартакіаді народів СРСР.
Від 1943 року перебував у шлюбі з Ольгою Миколаївною Дюжевою — спортсменкою, яка захищала в перші повоєнні роки честь Одеси з волейболу та баскетболу, висококваліфікованим лікарем, завідувачкою кардіологічним відділенням одеської поліклініки № 4.